# ماريسا سانشيز
ماريسا سانشيز (بالإسبانية: Marisa Sánchez)‏ هي سيدة أعمال وطباخة وصاحبة مطعم إسبانية، ولدت في 27 يناير 1933 في Ezcaray ‏ في إسبانيا، وتوفيت في 19 أغسطس 2018.

## وصلات خارجية
- الموقع الرسمي